# 岡崎運兵衛

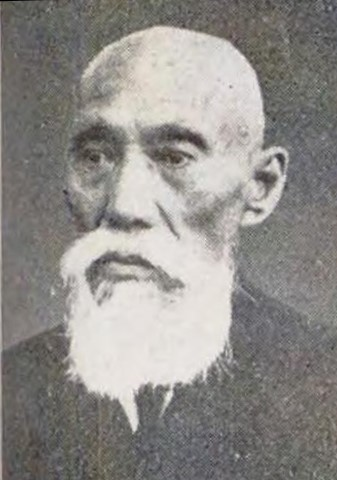
岡崎運兵衛

岡崎 運兵衛（おかざき うんべえ、1850年8月5日（嘉永3年6月28日）- 1919年（大正8年）12月17日）は、日本の地主、実業家、政治家。衆議院議員。旧姓・高橋、幼名・権作、雅号・雲隣。

## 経歴
出雲国神門郡稗原村（現島根県出雲市）で、豪農・高橋佐十郎の二男として生まれ、10歳で松江堅町の豪商・先代岡崎運兵衛の養子となる。江戸の昌平坂学問所で学び、帰郷後、藩儒・澤野修輔、中村守手などに師事し、さらに南画を天野漱石に学んだ。慶応3年（1867年）養父の死去に伴い18歳で家督を継承し、運兵衛を襲名した。
維新後、自由民権運動に加わり自由党に入党。松江町会議員、松江市会議員、同議長、島根県会議員、同副議長、同議長を歴任。1890年7月、第1回衆議院議員総選挙に島根県第一区から出馬して当選し、その後大成会に所属した。第2回、第7回、第8回（繰上補充）、第10回、第12回、第13回総選挙でも当選し、衆議院議員を通算7期務め在任中に死去した。
1879年、『松江新聞』の創刊に参画。1890年に『松江日報』を創刊して主筆に藤原銀次郎を招聘した。1901年、『松陽新報』を創刊し、同紙は1940年に『山陰新聞』と合併するまで存続した。
また、歩兵第63連隊の誘致、山陰鉄道の開通、島根農工銀行の設立、松江電灯の設立、松江米穀取引所の設立などに尽力した。
1880年に生活困窮者の救済のための恵愛社が設立され社長に就任するなど、社会事業、公益事業に多額の寄付を行った。

## 親族
- 妻 岡崎シマ（養父長女）[5]
- 養子 岡崎国臣（官僚）[5]